# Durmitor
Durmitor (črnogorsko : Дурмитор) je gorski masiv v severozahodni Črni gori. Pripada Dinarskemu gorstvu. Najvišji vrh v pogorju, Bobotov Kuk, doseže višino 2.523 m.
Masiv je na severu omejen s kanjonom reke Tare, na zahodu s kanjonom reke Pive in na jugu s kanjonom reke Komarnice. Proti vzhodu se Durmitor odpira na 1.500 m visoko planoto Jezerska Površ. Vzhodno od Jezerske Površ se nahaja planina Sinjavina. Durmitor se ozemeljsko večinsko nahaja v občini Žabljak.
Masiv je dal ime narodnemu parku, ki leži v pogorju. Nacionalni park Durmitor je bil ustanovljen leta 1952, leta 1980 pa je bil uvrščen na seznam svetovne dediščine.
V masivu je 48 vrhov višjih od 2.000m. Najvišji vrhovi so:
- Bobotov kuk, 2.522 m
- Bezimeni vrh, 2.487 m
- Šljeme, 2.455 m
- Istočni vrh Šljemena, 2.445 m
- Soa / Đevojka, 2.440 m
- Milošev tok, 2.426 m
- Bandijerna, 2.409 m
- Rbatina, 2.401 m
- Lučin vrh, 2.396 m
- Prutaš, 2.393 m
- Minin bogaz, 2.387 m
- Planinica, 2.330 m
- Kobilja glava, 2.321 m
- Savin Kuk, 2.313 m
- Šupljika, 2.310 m

## Jezera
Durmitor ima 18 ledeniških jezer, ki so raztresena po gorskem masivu in planoti Jezerska Površ. Jezera pomembno prispevajo k lepoti planin in so jih zato poimenovali Gorske oči.
- Črno jezero
- Veliko Škrčko jezero
- Malo Škrčko jezero
- Zeleni Vir
- Jablan jezero
- Valovito jezero
- Vir u Lokvicama
- Srablje jezero
- Modro jezero
- Suva jezero
- Zminje jezero
- Barno jezero
- Pošćensko jezero
- Zabojsko jezero
- Vražje jezero
- Riblje jezero
- Zminčko jezero
- Sušičko jezero

## Etimologija imena
Ena od teorij o izvoru imena Durmitor je, da izhaja iz dako-romanske vlahovščine, beseda pa pomeni 'mesto spanja'. Po državah bivše Jugoslavije najdemo številne podobno poimenovane gore, kot sta Visitor (prim. visător 'sanjač') in Cipitor (prim. aţipitor 'spanec').
Druga, bolj verjetna teorija pravi, da je ime keltskega izvora, pomen pa naj bi pomenil 'voda z gore' ali pa 'grebenasta gora'. Glede na čas keltske poselitve v tem času (Tara je keltska boginja, njeno ime je keltskega izvora), je zelo verjetno, da je ime Durmitor keltskega oz. podobnega izvora. Reka Zeta ima tudi ime keltskega izvora.

## Podnebje
Navkljub bližini Jadranskega morja ima Durmitor podnebje, na katerega precej vplivajo celinski podnebni dejavniki. Mešanja toplih in vlažnih zračnih mas Jadranskega morja in mrzlih celinskih zračnih gmot povzroča obilna sneženja. Trimetrska snežna odeja na SZ Črne gore ni neobčajna, občasno sneži tudi sredi poletja. Odvisno od lokacije januarske temperature merijo med −8 °C in med −3 °C, julija pa med 7 °C in 15 °C. Letno povprečje dežnih padavin na najvišjih točkah znaša več kot 2000 mm. 

## Narodni park
Narodni park Durmitor, ustanovljen leta 1952, obsega masiv Durmitorja, kanjone rek Tare, Sušice in Drage ter kanjonski rob planote Komarnica. Park obsega 390 km2 površine. Je največje zaščiteno območje v Črni gori, leta 1980 je bilo vpisano na Unescov seznam svetovne dediščine.
Kanjon reke Tare v narodnem parku Durmitor je z 80 km dolžine in 1300 m globine najgloblji kanjon v Evropi.

## Turizem
Planina Durmitor je središče črnogorskega gorskega turizma. Turistični objekti so skoncentrirani okoli mesta Žabljak. Pozimi sta glavni dejavnosti na Durmitorju smučanje in deskanje na snegu. Poleti se aktivnosti preusmerijo v pohodništvo, gorništvo in rekreacijski turizem. V okolici se ukvarjajo tudi z vodnimi športi. Ena najvidnejših znamenitosti Durmitorja je 18 ledeniških jezer, med katerimi je najbolj znano Črno jezero. V bližini se nahaja tudi kanjon reke Tare.